# آر. ميخائيل يونغ
آر. ميخائيل يونغ (بالإنجليزية: R. Michael Young)‏ هو سياسي أمريكي، ولد في 14 مايو 1951 في إنديانابوليس في الولايات المتحدة. حزبياً، نشط في الحزب الجمهوري. وقد انتخب عضو مجلس ولاية إنديانا.